# Anisodes intortaria
Anisodes intortaria là một loài bướm đêm trong họ Geometridae.